# Pterophorus basalis
Pterophorus basalis is een vlinder uit de familie vedermotten (Pterophoridae). De wetenschappelijke naam van de soort is voor het eerst geldig gepubliceerd in 1890 door Heinrich Benno Moschler.